# Gypsophila sedifolia
Gypsophila sedifolia là loài thực vật có hoa thuộc họ Cẩm chướng. Loài này được Kurz mô tả khoa học đầu tiên năm 1872.